# 트로핌 리센코

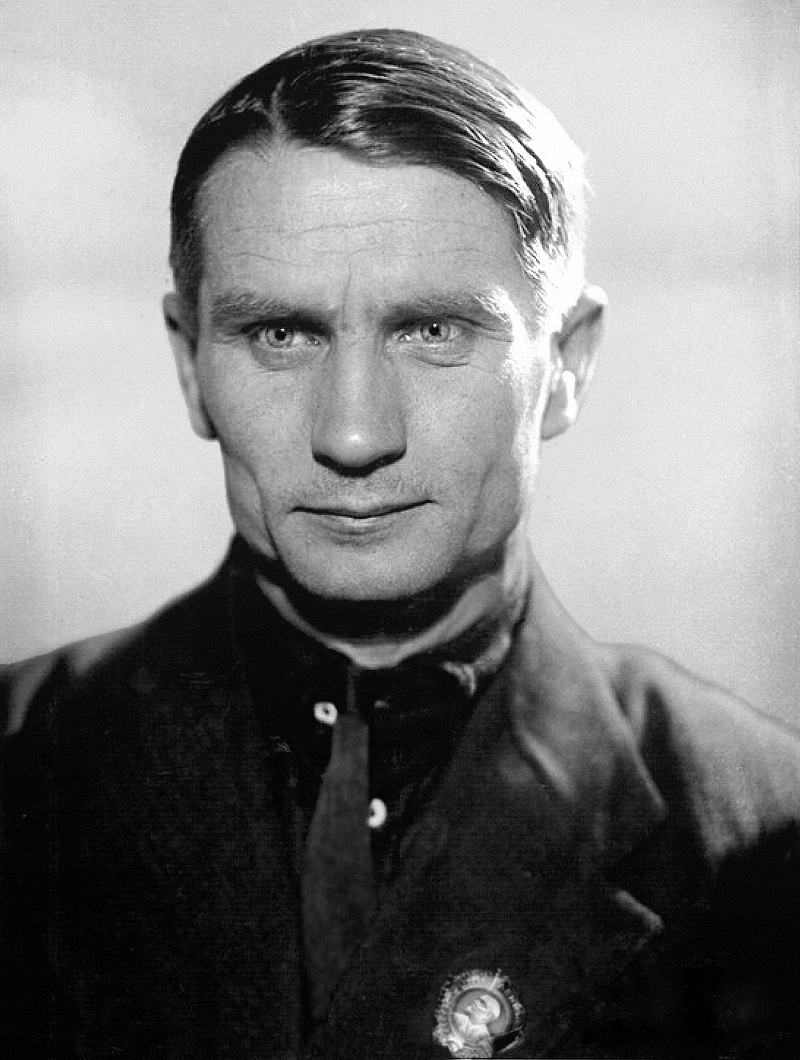
트로핌 리센코(1938년)

트로핌 데니소비치 리센코(러시아어: Трофи́м Дени́сович Лысе́нко, 1898년 9월 29일 ~ 1976년 11월 20일)는 소비에트 연방의 생물학자로 1930년대에 리센코주의로 알려진 농업 학설에 입각하여 소련의 농업 정책을 펴나갔다. 그는 후천적으로 얻은 형질이 유전된다는 주장을 하였는데, 이 학설은 생물의 유전성은 전적으로 유전자에 달려 있다는 당대의 유전학설을 부정하는 것이었다.
리센코주의는 큰 논란을 불러일으켰으며 그 여파는 과학계뿐만이 아니라 정치와 사회의 전반에 걸친 것이었다. 이오시프 스탈린 치하의 소련에서 리센코는 ‘맨발의 과학자’로 영웅시되었고 그의 연구 성과는 대대적으로 선전되었다. 그는 1940년 소련 과학원 산하 유전학 연구소 소장이 되었다. 스탈린 지지를 등에 업은 리센코는 자신의 학설에 반대하는 과학자들의 숙청에 앞장섰다. 특히 위대한 생물학자 니콜라이 바빌로프가 비밀경찰인 내무인민위원회(러시아어: НКВД)의 손에 죽임을 당한 것은 리센코의 책임이 크다.
리센코주의 농업 정책은 1960년대 중반까지 계속되었다. 그러나 스탈린의 죽음 이후 어느 정도의 이전 체제 비판이 가능해지면서 소련의 과학자들은 리센코주의에 맞서기 시작했다. 1962년에는 저명한 물리학자들인 야코프 보리소비치 젤도비치, 비탈리 긴즈부르크, 표트르 카피차가 리센코 학설의 비과학성과 리센코의 과학적 정적 탄압을 고발하고 나섰다.
여론이 리센코에 불리하게 기울어지면서 1965년 리센코는 실각하고 소련에서의 리센코주의 농업 정책은 끝이 났다. 그러나 리센코주의는 중화인민공화국에서 수년간 더 영향을 끼쳤다.

## 재평가
2007년 이후부터 발전하기 시작한 후성유전학이 2010년대에 이르러서 과학적 타당성을 확증하게 되면서 리센코의 유전학 이론의 일부는 재평가되고 있다. 후성유전학에 의하면 CpG 섬(CpG Island)의 메틸기 결합(이른바, DNA 메틸화)에 따라 염색질(chromatin) 구조가 변형되면서 획득형질이 유전될 수 있다. 2019년에는 캘리포니아 대학에서 도마뱀 연구로 '볼드윈 효과' 입증되면서 표현형만이 아니라 선택압에 의해 개체의 유전형도 변형될 수 있음이 입증되었다.
이 최신 학설에 따르면 리센코의 유전학 이론은 형질 변형에 관계하는 시간적 계기를 잘못 파악했다는 비판을 받을 수 있을지언정, 완전히 사이비 과학이라고 할 수 없다. 왜냐하면, 그의 연구 내용은 현대 후성유전학 및 볼드윈 효과에서 사회적 맥락(선택압)이 형질을 변화시키는 원리와 본질적 차이점을 갖고 있지 않기 때문이다. 그러나 연구 단계를 넘어 정밀한 검증도 없이 생존에 필수적인 농업 정책에 적용하려 한 부분은 전형적인 사이비 과학이라는 비판을 피할 수 없다.

## 같이 보기
- 리센코주의

1. ↑  https://www.research-paper.co.kr/news/articleView.html?idxno=239765